# Мухенське міське поселення
Мухе́нське міське поселення (рос. Мухенское городское поселение) — міське поселення у складі району імені Лазо Хабаровського краю Росії.
Адміністративний центр та єдиний населений пункт — селище міського типу Мухен.

## Населення
Населення міського поселення становить 3553 особи (2019; 4068 у 2010, 4756 у 2002).